# ليكوتيك
ليكوتيك هو برنامج دولي لتقديم التكنولوجيا المساعدة والألعاب والخبرات للأطفال ذوي الإعاقة. تم افتتاح أول ليكوتيك في عام 1963 في ستوكهولم، السويد. ومن هناك انتشر المفهوم إلى الدول الاسكندنافية الأخرى وأوروبا وبقية العالم. على سبيل المثال، هناك أكثر من 50 ليكوتيك في الولايات المتحدة. تم افتتاح أول متجر ليكوتيك أمريكي في إيفانستون، إلينوي في عام 1980. تأسست أول شركة ليكوتيكس في الولايات المتحدة الأمريكية على يد سالي ديفينسينتيس وشارون درازنين.
الاسم عبارة عن مزيج من الكلمة الجذرية السويدية "ليك"، والتي تعني لعبة أو لعب، واللاحقة اليونانية "تيك" التي تعني المكتبة.

## المفهوم الأساسي
المفهوم الأساسي هو أن التدخل المبكر من خلال اللعب باستخدام الألعاب والتكنولوجيا الملائمة يمكن أن يعلم الأطفال ذوي الإعاقة كيفية التعامل مع العالم "العادي". يأتي بعض الأساس النظري لحركة ليكوتيك من العمل الذي قامت به عالمة النفس البريطانية إليزابيث نيوسون. كتابها "الألعاب واللعب" يناقش تأثير اللعب على نمو الطفل.

## إطلاق أبلي بلاي
في نوفمبر 2005، أطلق المركز الوطني ليكوتيك موقعه الإلكتروني الجديد أبلي بلاي على www. يوفر موقع أبلي بلاي إمكانية الوصول إلى التصنيفات الموثوقة والمراجعات التفصيلية من محترفي شركة ليكوتيك الوطنية على الكثير من الألعاب ومنتجات اللعب الأخرى. تقدم عملية التقييم الفريدة من نوعها التي تقدمها شركة ليكوتيك معلومات عن المنتج مصنفة حسب فئة الإعاقة لتبسيط تجربة شراء الألعاب بشكل أكبر. يمكن للوالدين والمتخصصين الاستفادة من أفكار اللعب المفيدة لكل لعبة، وكذلك من المنتديات عبر الإنترنت للسماح لهم بمشاركة الخبرات وتقديم المشورة الشخصية لبعضهم البعض. كان إطلاق أبلي بلاي خطوة مهمة في تحقيق هدف ليكوتيك بأن تكون المصدر المركزي للمعلومات وخدمات الدعم المتعلقة بالألعاب واللعب للأطفال ذوي الاحتياجات الخاصة. شركة ليكوتيك الوطنية هو قسم من مركز أنيكستر الذي يقدم خدمات لأكثر من 5000 شخص بالغ وطفل من ذوي الإعاقة من خلال 70 برنامجًا في 35 موقعًا سنويًا.

## روابط خارجية
- (الولايات المتحدة) ليكوتيك من جورجيا.
- موقع AblePlay الوطني لتقييمات الألعاب من Lekotek.
- ليكوتيك نورج (NOR).